# Teoría del orden implicado

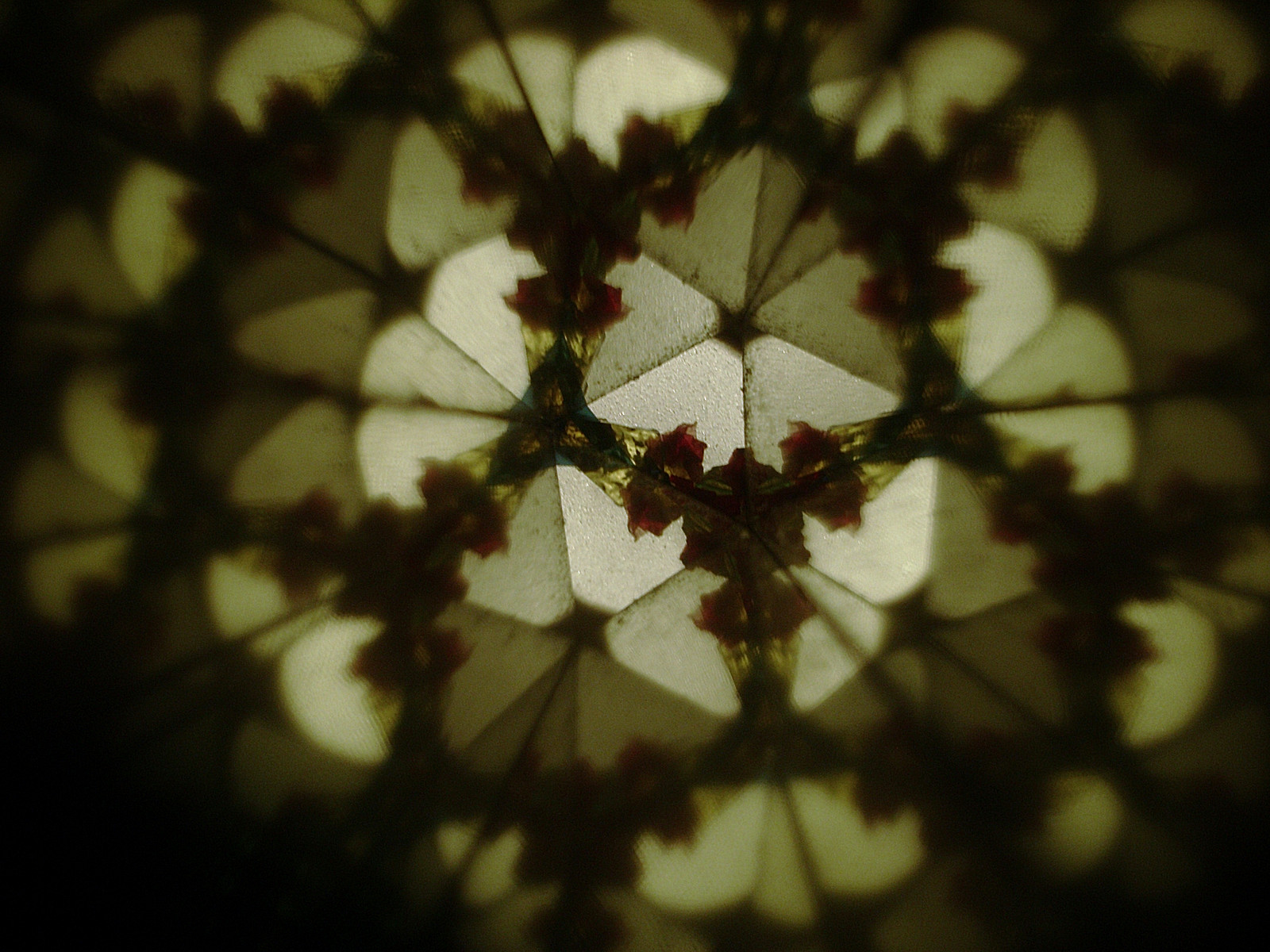
El orden implicado es un orden fundamental e invisible del universo cuya existencia fue sugerida por primera vez por el físico David Bohm.

La teoría del orden implicado es una concepción especulativa de la física teórica y la metafísica, apoyada primero por el físico estadounidense David Bohm, luego retomada por diversos investigadores y autores como Basil Hiley, Karl Pribram, Paavo Pylkkänen o, en un entorno más místico, Michael Talbot y David Peat. Según esta teoría, una realidad más profunda subyace al universo, y el mundo que el ser humano percibe con los sentidos es sólo una ilusión, una especie de fantasma o proyección de esta coherencia oculta. La noción de orden implicado enfatiza la primacía de la estructura y el proceso sobre los objetos individuales. Estos últimos se interpretan como simples aproximaciones de un sistema dinámico subyacente. Las partículas elementales y todos los objetos tendrían, por tanto, sólo un grado limitado de individualidad.
El término «implicado» deriva del latín implicatus (‘envuelto’), una de las formas del participio pasado de implicare (‘doblar, enredar’). Por tanto, describe una realidad en la que cada parte está en contacto con las demás. Cada fragmento de la realidad contiene información sobre cada uno de los otros fragmentos, de modo que cada elemento del mundo se relaciona con la estructura del universo en su conjunto. El orden implicado, que está oculto, produce la realidad fenoménica —la que percibimos con nuestros sentidos e instrumentos— y con ella, el orden del espacio y el tiempo, la separación y la distancia, los campos electromagnéticos y la fuerza mecánica. Esta realidad misma opera según un orden que Bohm llama «el orden explícito», un mundo abierto y revelado de forma manifiesta.
Para Bohm, la «verdadera» realidad sólo puede ser captada por una mente libre, liberada de las ilusiones generadas por el proceso mismo del pensamiento. El universo perceptible y mensurable es sólo una manifestación de esta profunda realidad subyacente, o una proyección de niveles más profundos de realidad que a su vez se originan en un orden implicado último. Esta manifestación, o proyección, se lleva a cabo según un proceso por el cual las partículas subatómicas se «disuelven» constantemente en el orden implicado y luego se «cristalizan» en el orden explicado.

## Paradoja EPR y no localidad
Para David Bohm, la extrañeza de los fenómenos cuánticos, en particular los que implican no localidad, puede explicarse como consecuencia de una actividad que aún escapa a la investigación de los físicos. Sostiene que el espacio y el tiempo pueden inferirse a partir de un nivel de realidad objetiva aún más profundo que el manifestado en la física cuántica estándar. Éste es el punto de partida de su concepción del orden implicado.

### La paradoja EPR y la idea de variables ocultas

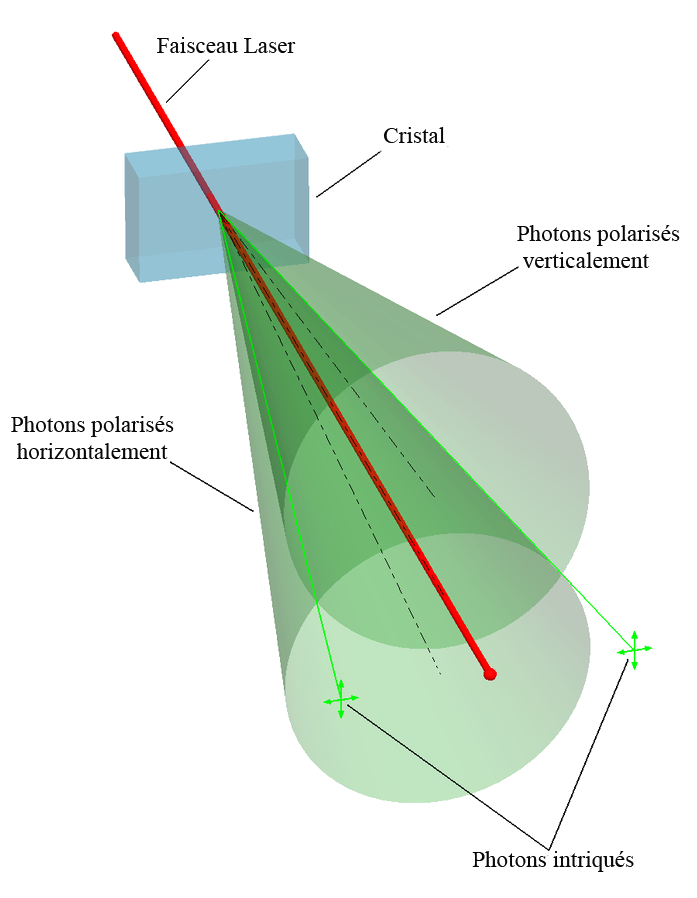
Representación artística de la generación de un par de fotones entrelazados mediante un rayo láser que atraviesa un cristal.

La llamada «paradoja EPR» constituye una referencia esencial para toda la teoría de David Bohm. Esta paradoja proviene de un experimento mental descrito por Albert Einstein, Boris Podolsky y Nathan Rosen (de ahí el acrónimo EPR), formalizado por el físico John Bell quien lo convirtió en teorema, retomado por Bohm como parte de su mecánica y confirmado por el físico Alain Aspect en 1982. En su versión simplificada se basa en el siguiente razonamiento: si separamos un par de partículas elementales, por ejemplo un par de electrones sin espín (el espín representa la rotación característica de las partículas elementales), una de estas partículas debe tener, según la ley de conservación del espín (una de las leyes de mecánica cuántica), un espín de + ½ y el otro de – ½. En este sentido, se dice que están «entrelazadas». Si ahora suponemos que estas partículas entrelazadas son enviadas cada una en direcciones opuestas hasta alcanzar distancias muy grandes, y que invertimos el signo del espín de una de ellas, la otra partícula, para garantizar la ley de conservación del espín, tendrá para cambiar instantáneamente el signo de su propio espín. Esto es lo Bohm llama «el efecto de los espines enlazados». Sin embargo, ante tal fenómeno, el cumplimiento de la ley de la conservación del espín significa violar una ley fundamental de la teoría de la relatividad que establece que las señales no pueden propagarse instantáneamente, sino sólo a una velocidad finita que es la de la luz. La modificación de una de las características de una partícula entrelazada genera por tanto un evento no local incompatible con la física relativista clásica.
Los resultados del experimento EPR parecen demostrar que las partículas subatómicas que se encuentran muy alejadas son capaces de comunicarse entre sí de una manera que no puede explicarse por la emisión de señales que viajan a la velocidad de la luz. Por lo tanto, como afirmó Einstein, o la mecánica cuántica es errónea, o bien las partículas elementales deben responder a variables «ocultas» o «adicionales» que ponen en duda la integridad de la mecánica cuántica y que deben ser descubiertas. Fue en 1964 cuando John Bell estableció las famosas desigualdades de Bell, que podían verificarse si existían variables ocultas —en el sentido definido por Einstein (es decir, las variables conocidas como «locales» y que respetaban el principio de causalidad clásica— , e invalidarse en caso contrario. A principios de los años 1980 se llevaron a cabo experimentos destinados precisamente a verificar las desigualdades de Bell, que dieron como resultado una violación de las desigualdades, invalidando la posibilidad de la existencia de tales variables.

### Variables ocultas no locales
Las desigualdades de Bell fueron formuladas por su autor no para confirmar la interpretación de Copenhague (que establece la imposibilidad de variables ocultas) sino para confirmar la de Bohm (que afirma la existencia de variables no locales adicionales). De hecho, no son todas las teorías con variables ocultas las que quedan refutadas por la violación de las desigualdades de Bell, sino todas las que son locales. Dado que las variables no locales no obedecen las leyes de la física relativista y su valor se determina en una escala subcuántica (por debajo de la escala de Planck), escapan a la objeción de violación de las desigualdades. En lugar de comportarse de manera verdaderamente aleatoria como en el modelo ortodoxo de la mecánica cuántica, las partículas podrían muy bien evolucionar en un fluido subcuántico que actuaría sobre ellas de manera causal —pero en un sentido no clásico— como las moléculas de agua invisibles que ejercen una influencia oculta sobre los granos de polen en el aire al hacer que se muevan de manera aparentemente aleatoria.
Bohm identifica estas variables no locales —cuya existencia presupone— con lo que él llama «potencial cuántico», un principio que rige la materia de manera determinista y causal, pero en un nivel de realidad que ya no se sitúa en el espacio-tiempo como ocurre en la física clásica o relativista. Según esta perspectiva, las partículas subatómicas permanecen en contacto independientemente de la distancia entre ellas porque su separación es una ilusión que tiene lugar en el espacio-tiempo. Bohm desarrolla gradualmente la idea de que, en un cierto nivel de realidad más profundo que el del mundo aparente, estas partículas no son entidades individuales, sino extensiones del mismo sistema fundamental. Es principalmente esta idea la que le lleva a concebir su «teoría del orden implícito», que pretende conectar eventos disjuntos en el espacio y el tiempo:
«En el orden implicado, el espacio y el tiempo ya no son los factores principales que determinan las relaciones de dependencia o independencia entre los diferentes elementos. Por el contrario, es posible un tipo de conexión completamente diferente, de la que se extraen nuestras nociones ordinarias de espacio y tiempo, y de partículas materiales que existen por separado, como formas derivadas del orden más profundo».
Para Bohm, luego para Basil Hiley y Fabio Frescura con quienes colaboró, este orden implicado proviene de una «pregeometría» y un álgebra que son los únicos capaces de describir dicho «preespacio». Estas nuevas matemáticas constituirían una especie de extensión de la relatividad general, una teoría que también se basa en la geometría para describir el comportamiento de los objetos que allí se encuentran.  Al igual que Einstein, Bohm y sus colegas cuestionan la integridad de la física cuántica no sólo al introducir variables adicionales (en este caso, las partículas mismas y su dinámica determinista) sino al articular un nuevo concepto de espacio-tiempo.

## Potencial cuántico y campo de información.
David Bohm no acepta la interpretación ya clásica de la mecánica cuántica históricamente asociada a la escuela de Copenhague. Rechaza en particular la noción, según él mal definida e insatisfactoria, de colapso de la función de onda con todas las paradojas que de ello se derivan. Opta por una interpretación «ontológica» y «causal», lo que implica la existencia real de partículas y campos. Reformuló completamente la ecuación de Schrödinger que describe el movimiento del electrón mediante una función de onda especial añadiendo un parámetro crucial: el «potencial cuántico», sobre el cual se regula el orden aparente del mundo.

### El potencial cuántico
Para transformar el carácter probabilístico de la mecánica cuántica en una teoría determinista, Bohm introdujo el potencial cuántico en su propia teoría. Este potencial describe formalmente cómo las partículas pueden moverse a lo largo de trayectorias predefinidas, de acuerdo con un principio no local que actúa como si condujera electrones. Bohm desarrolló así lo que se conoce como «mecánica bohmiana», es decir, una mecánica cuántica no clásica que utiliza conceptos inspirados en la teoría de «onda piloto» de Louis de Broglie, desarrollada a su vez en los inicios de la mecánica cuántica entre 1923 y 1926.
El potencial cuántico de Bohm ({\displaystyle \mathbb {Q} }) no es una cantidad que disminuye con el inverso del cuadrado de la distancia como lo hacen todas las señales electromagnéticas en la física clásica; es una cantidad cuya intensidad no depende de la distancia, sino sólo de la «forma» de la amplitud de la función de onda {\displaystyle \psi } Schrödinger, lo que inevitablemente genera efectos no locales:
«A diferencia de los potenciales eléctrico y magnético, el potencial cuántico sólo depende de la forma. Esto significa que incluso cuando este potencial cuántico es débil, puede tener una enorme influencia sobre la partícula. Es como si una ola en un lago fuera capaz de hacer saltar un corcho que flota en el agua, aunque esté muy lejos de la fuente de la ola».
Las características del potencial cuántico no sólo son hipotéticas en la medida en que la física cuántica reconoció ya en 1948, con el físico Hendrik Casimir, la existencia de un vacío cuántico, también llamado «campo de punto cero», que Bohm interpretó como un océano infinito de energía del que podía extraer su potencial. La energía del punto cero implica que, incluso en ausencia de materia, el vacío tiene una energía mayor cuanto menor es el volumen considerado, lo que significa que el vacío tiene una energía infinita o inmensa. A escala macroscópica, esta energía es insignificante porque las fluctuaciones se anulan en grandes volúmenes, pero sin embargo tiene efectos físicos microscópicos como el efecto Casimir, la emisión espontánea de fotones por los átomos, la producción de pares de partículas/antipartículas o una mínima agitación de moléculas. Para Bohm, es en el vacío cuántico del universo donde reside toda su energía, permitiendo el despliegue del espacio, el tiempo y la materia:
«Lo que implica la hipótesis propuesta [la hipótesis del océano infinito de energía] es que toda esta energía está presente en el espacio vacío y que la materia, tal como la conocemos, es sólo una pequeña onda en este inmenso mar. Este mar se sitúa en el orden implicado y de ninguna manera, en modo esencial, en el espacio y el tiempo. Sin embargo, es todo el universo, incluidos el espacio, el tiempo y la materia que conocemos, el que se manifiesta en esta ligera arruga».
Los acontecimientos no locales de la mecánica cuántica ya no pueden explicarse como señales misteriosas que irían a una velocidad superliminal (superior a la velocidad de la luz) o instantáneamente, y gracias a las cuales ciertas partículas se comunicarían entre sí, sino por el hecho de que estas partículas en realidad nunca se han movido ni fragmentado. De hecho, las partículas contendrían una profunda realidad unitaria que precedería a cualquier división del espacio y del tiempo.

### La onda piloto y el campo de información

Paquete de ondas (en azul) y su «envoltura» (en rojo). La envoltura se mueve a la velocidad del grupo.

El concepto de potencial cuántico llevó a Bohm a reinterpretar la mecánica cuántica generalizando la función de onda a todo el universo. Esta función tiene, tanto para Bohm como para Schrödinger, un carácter objetivo, en el sentido de que permite describir la realidad independientemente del observador. Pero también revela, a través de su estructura y dinámica, una realidad invisible que organiza el mundo material a nivel subatómico.
A partir de 1952 Bohm actualizó la noción de «onda piloto» que acuñó el físico Louis de Broglie en 1923. Basándose principalmente en los trabajos de Einstein sobre los fotones y sus propiedades ondulatorias, el físico francés demostró que cualquier partícula elemental (electrón, protón, etc.) está asociada a una onda, a la que llama «onda de materia» u «onda piloto», y cuya longitud se puede calcular. Esta onda no puede considerarse como una única onda que se propaga indefinidamente en el espacio: constituye un conjunto de ondas superpuestas nombradas por de Broglie «paquete de ondas» o «tren de ondas», que se propaga de forma lineal y «guía» el electrón en su movimiento. Cada fase de la onda viaja a una velocidad ligeramente diferente (definida por la velocidad de fase {\displaystyle v_{\phi }}), por lo tanto tiene una longitud de onda ligeramente diferente pero se mantiene entre dos valores determinados, uno mínimo y otro máximo. Sin embargo, en este contexto particular donde las ondas están ligeramente desfasadas (porque tienen frecuencias ligeramente diferentes), un cierto número de ellas desaparecen en cualquier punto geográfico de la trayectoria seguida, las crestas y las depresiones se anulan, mientras que otras se superponen, provocando en una única ubicación geográfica un pico abultado significativo donde se dice que las olas están en fase. Es el desplazamiento de este pico (cuya velocidad es equivalente a la velocidad del grupo {\displaystyle v_{g}}) que corresponde, según Louis de Broglie, al verdadero movimiento de la partícula.

En la mecánica de Bohm, cada partícula emitida sigue una trayectoria única y bien definida. En el experimento de Young, sólo la onda que «guía» las partículas pasan a través de las dos rendijas.

Aunque Bohm y Hiley retoman parcialmente esta concepción, su propia teoría difiere de la de Louis de Broglie en un punto importante: para ellos, la onda piloto ya no es interpretada como una fuerza que empujaría mecánicamente la partícula en una dirección dada, sino como un principio rector que «in-forma» el movimiento de la partícula. Llamado «campo de información», este principio actúa sobre las partículas no como un campo de fuerzas, sino a la manera de «sistema de pilotaje» que proporciona instrucciones sobre cómo moverse. De este modo, las partículas quedan dotadas de una especie de «red de conocimiento oculto» de todas las propiedades físicas que podrían tener. Así, en los experimentos cuánticos, su comportamiento paradójico y aparentemente intencionado se explica por el hecho de que contienen información relativa a todo el aparato o incluso a todo el entorno. Por ejemplo, en el experimento de la rendija de Young con la obstrucción de una de las rendijas, la partícula que se emite «sabe» por así decirlo, dónde y cuándo una de las rendijas está bloqueada.
El campo de información no se produce en el tiempo desde una región específica del espacio, sino desde una realidad infinita que trasciende los límites del espacio y el tiempo. A diferencia de los campos conocidos en física, no se trata de la fuerza, sino de la «forma», la que determina su acción. Esta acción no disminuye con la distancia y, por lo tanto, hace posible que se manifiesten efectos no locales a escala cuántica. Tal campo puede compararse con la causa formal, tal como la define Aristóteles, cuyo principio difiere radicalmente de la causa impulsora en la que se basa la mecánica clásica. Bohm también compara la acción de su onda con la de un mensaje de radio que ordena a un barco que cambie de dirección: la orden es entonces válida a través de la información transmitida y no a través de una acción física de la señal. Aunque nunca tuvo éxito entre la comunidad científica, esta teoría todavía se considera hoy como una interpretación coherente de los fenómenos cuánticos.

## Primeras concepciones del orden implicado
Desarrollada inicialmente en el marco de la mecánica cuántica de Bohm, la teoría del orden implicado permite justificar un enfoque causal y determinista de los fenómenos cuánticos que contrasta con la explicación probabilística de la interpretación de Copenhague, pero que también difiere profundamente de la concepción clásica de la realidad física. 

### La hipótesis del éter y la noción de preespacio
La primera elaboración teórica del orden implicado actualiza la noción tradicional de «éter», definido hasta ahora como un material «sutil» o una sustancia «imponderable» (de masa nula o insignificante) que permite proporcionar o transportar efectos entre cuerpos en modo ondulatorio, particularmente en fenómenos electromagnéticos.
Fue durante su colaboración con el físico francés Jean-Pierre Vigier y varios físicos del Instituto Henri-Poincaré de París que Bohm postuló, en la década de 1950, la existencia de fluctuaciones de un éter disperso por todo el universo, contradiciendo así el experimento de Michelson y Morley quienes, a favor de la teoría de la relatividad de Einstein, refutaron la hipótesis del éter de manera aparentemente definitiva. Considerando por su parte que la inexistencia del éter nunca ha sido demostrada, Bohm se sumó a la investigación sobre el «campo de punto cero» y luego quiso describir el electrón como una estructura compleja que evoluciona en un éter subyacente. En una escala millones de veces más pequeña que el electrón, la relatividad de Einstein se descompondría en un «espacio absoluto» muy real (que Einstein había rechazado), un éter formado por partículas subcuánticas increíblemente diminutas.
Por debajo de este espacio absoluto —también llamado «preespacio»— ya no existe ninguna división o distinción espacio-temporal. La teoría probabilística de la mecánica cuántica —para la cual el concepto de probabilidad es un concepto completo y objetivo— no es, desde esta perspectiva, más que una medida de la ignorancia humana en la interpretación del complicado movimiento de los electrones, cuya identificación requiere descender incluso por debajo de la longitud de Planck (fijada en 1616 × 10-35 m). Si bien según la interpretación clásica de la mecánica cuántica los electrones se comportan de forma verdaderamente aleatoria, según este nuevo modelo evolucionan en una especie de fluido subcuántico que determina causalmente su movimiento.

### La estructuración implicada del universo

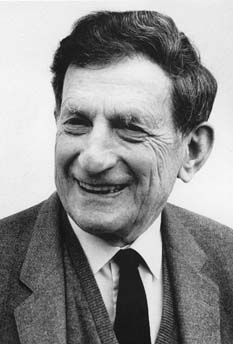
David Bohm.

A partir de los años sesenta, Bohm dejó de colaborar con Jean-Pierre Vigier y, al igual que éste, ya no se centró en las hipótesis del potencial cuántico y el preespacio que lo producía. Desarrolló una concepción más filosófica del universo liberándose de las limitaciones matemáticas vinculadas a la definición rigurosa de variables ocultas y del potencial cuántico. Desde una perspectiva metafísica, teorizó lo que ahora denominó «el orden implicado/envuelto» del universo y, desde la década de 1970, sugirió que el mundo contiene una infinidad de niveles cualitativamente diferentes, pero todos unidos entre sí por sus características generadoras:
«Más allá de este mar de energía, por supuesto puede haber un océano aún mayor, porque después de todo, si nuestro conocimiento alcanza sus límites, eso no significa que no haya nada más allá. Si fuera necesario, se podría volver a una fuente de energía aún más distante, pero nada dice que ella misma no estaría de alguna manera contenida en una fuente aún mayor, y así sucesivamente».
En este punto, Bohm supone la existencia de jerarquías reales dentro de las cuales los órdenes implicados de un nivel superior de realidad organizan y guían los órdenes de un nivel inferior, que a su vez influyen en los órdenes de un nivel superior en un ciclo sin principio ni fin. Esto es lo que lleva a Bohm a pensar en la totalidad de la realidad como una estructura holística y orgánica, prácticamente similar a un cuerpo humano. En este sentido, apoya la existencia de un «potencial supercuántico» que representaría un segundo orden de realidad implicada organizando de una manera aún más fundamental el orden implicado del primer nivel. Este orden implicado de nivel superior se compara con un océano de energía aún más grande que el orden implicado de primer nivel, comparado con un simple mar.
Desde esta perspectiva, la física no es más que una aproximación a un cierto nivel de realidad, y el nivel último nunca puede alcanzarse ni cualitativa ni cuantitativamente. Nombrado por él «orden superimplicado», el orden último de la realidad permanece siempre insondable, en la medida en que el teatro del mundo explicado no lleva ninguna información al orden superimplicado. El objetivo del físico es entonces descubrir uno por uno los diferentes niveles accesibles a él, profundizando siempre su comprensión de la realidad.

### La unidad original del mundo
Las reflexiones de Bohm, ahora asociadas a las investigaciones matemáticas de Basil Hiley, sacan a la luz una imagen del universo donde la realidad constituye un todo indiviso, concentrado en un punto, y dentro del cual cualquier movimiento aparente no es más que «una ilusión». Este modelo no es sólo especulativo sino que también tiene un carácter explicativo: explica, por ejemplo, que dos partículas nacidas de una sola partícula mantengan su relación incluso a distancias muy grandes.
Se da primacía al todo, o al orden implicado inherente al todo, más que a las partes del todo (objetos, partículas, ondas, estados cuánticos, etc.). Este conjunto incluye la totalidad de las cosas, estructuras, abstracciones y procesos, es decir, tanto las entidades normalmente consideradas como físicas, como los átomos o las partículas subatómicas, como las entidades abstractas que son por ejemplo los estados cuánticos. Los elementos aparentes de la realidad son sólo diferentes perspectivas sobre una misma realidad y deben ser considerados en términos de totalidad, según un enfoque holístico mediante el cual los «sujetos» son considerados como «subtotalidades» relativamente separados e independientes. Pero fundamentalmente, nada está separado o independiente y todo se reúne en una unidad perfecta en el origen de todas las cosas:
«[…] Por tanto, hemos llegado a una metafísica libre de toda división […] descubrimos que el orden implícito del que partimos tiene sus raíces en un orden implicado de una dimensión mucho más elevada, en el vasto océano de energía, espacio vacío. Y podemos esperar, en última instancia, penetrar a niveles aún más profundos, sin límites predecibles (aunque comprenderlos puede requerir ideas que vayan más allá del concepto de orden implicado). Así, no hay obstáculo para un trabajo fructífero, en física, dentro del marco de esta inconmensurable incógnita que es la fuente generadora de todo lo que existe».

## Modelo holográfico

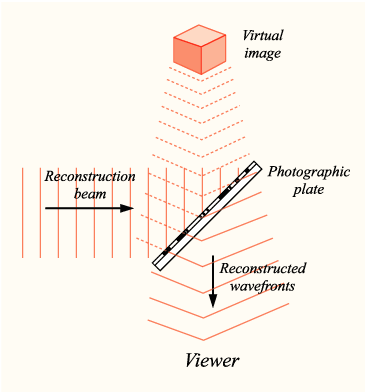
En un dispositivo holográfico, cada región de la placa fotográfica contiene prácticamente toda la imagen presentada.

David Bohm utilizó la metáfora del holograma para ilustrar las características del orden implicado: cada región de una placa fotográfica en la que se observa un holograma contiene en realidad toda la información visual del objeto representado, que puede observarse desde diversas perspectivas. En una superficie de este tipo, cada parte contiene prácticamente una imagen entera e indivisa.

### David Bohm y el universo holográfico
En el contexto del nuevo giro que tomó su obra en los años sesenta, Bohm desarrolló gradualmente una «cosmología filosófica» que es de hecho una metafísica donde todo el universo acaba siendo pensado como un holograma gigante con características dinámicas.
Cuando un holograma —resultante de un patrón de interferencia entre dos porciones de luz láser— se imprime en una película fotográfica, se puede cortar en dos sin perder nunca la mitad de la imagen original, que permanece completa (aunque con cierta pérdida de resolución). La imagen completa persiste incluso si las dos mitades de la película se cortan en elementos más pequeños. Cada parte de la película contiene todo el espacio necesario para la completa reproducción de la imagen. En la analogía del holograma, la superficie de la película fotográfica que contiene la información visual se convierte entonces en la metáfora del orden implicado, mientras que el holograma mismo representa el orden explicado, es decir, la explicación en nuestra realidad de un orden oculto donde cada parte contiene el orden total. El «movimiento holográfico» está representado por la luz láser proyectada sobre la placa fotográfica, ilustrando la naturaleza dinámica de la realidad holográfica.
El modelo holográfico del universo, en el que la idea de holograma está asociada a la de orden implicado, interesó en el momento de sus primeras formulaciones a un amplio público compuesto no sólo por físicos, sino también por filósofos, psicólogos, educadores, artistas, escritores, teólogos e incluso místicos para quienes la analogía de Bohm representa perfectamente el concepto de totalidad no fragmentada. Esta analogía en efecto permite concebir desde una referencia científica una realidad fundamental donde todo está contenido en cada cosa, donde cada fragmento contiene información sobre cada uno de los otros fragmentos, de modo que se podría decir que cada región del espacio y del tiempo contiene la estructura del universo en su interior, como una placa holográfica que contiene toda la información de la figura representada.
Según este enfoque, el orden explícito no es otra cosa que la proyección holográfica de niveles de realidad ubicados en el orden implicado. Cada región del espacio-tiempo se refiere así al orden total del universo que incluye no sólo todo el espacio, sino también todo el pasado, el presente y el futuro. El movimiento holográfico corresponde a la actividad implícita y no manifiesta a través de la cual se desarrolla el orden manifiesto del mundo:
«Cada cosa emerge del movimiento holográfico a través de un proceso de apertura, antes de volver a enrollarse en el orden implicado. Defino el proceso de encerrarse sobre sí mismo como "implicación" y el proceso de apertura como "manifestación". Lo implicado y lo explicado son un todo indivisible en un flujo continuo. Cada parte del universo está relacionada con todas las demás, pero en diferentes grados»
Así pretende Bohm explicar el aspecto no local de los fenómenos de la mecánica cuántica. Del mismo modo que al seccionar la placa fotográfica en diferentes partes no dividimos el holograma, sino que captamos el todo en cada una de sus partes, las partículas elementales como el electrón quedan entrelazadas entre sí independientemente de la distancia que las separe. Su separación en objetos aparentemente fragmentados no es, desde esta perspectiva, más que una ilusión. La fragmentación, la separación, el espacio y el tiempo son en sí mismos sólo una ilusión resultante de nuestra percepción limitada de la realidad.

### Karl Pribram y la teoría holográfica de la mente

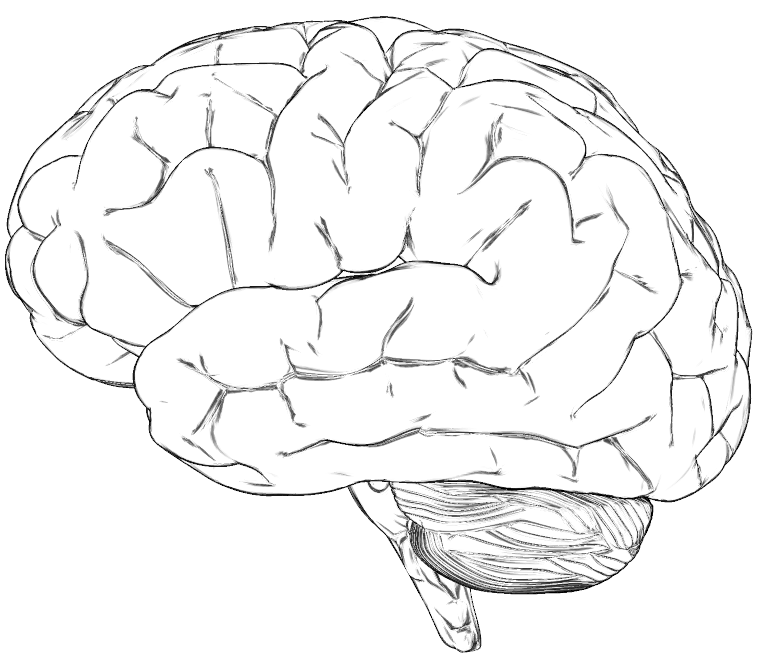
La investigación de Karl H. Pribram sugiere que la memoria no está localizada en regiones específicas del cerebro.

A finales de 1960, el psicólogo y neurofisiólogo Karl Pribram desarrolló, paralelamente al trabajo de David Bohm sobre el universo holográfico, su propia teoría holográfica de la mente humana. Su punto de partida reside en la siguiente hipótesis, avalada por numerosas investigaciones en neurociencia: la memoria, en sus diferentes formas, no está localizada en una región particular del cerebro. Es por esto que, en lugar de perderse automáticamente cuando se altera una parte del cerebro, la memoria puede transferirse a otras regiones que antes no eran utilizadas por ella. Por tanto, el sistema cerebral no parece funcionar como un ordenador cuyos diferentes programas se ejecutan mediante circuitos eléctricos perfectamente determinados. Por el contrario, podría interpretarse como un sistema holográfico activado bajo el efecto de haces de diferentes frecuencias provenientes del exterior.
Un holograma es el sistema más eficaz para almacenar información y cada fragmento de información aparece instantáneamente vinculado a todos los demás. El cerebro es comparable en este sentido a una película holográfica cuya especificidad sería capaz de extraer información a través de los impulsos nerviosos que lo atraviesan, como los patrones de interferencia de la luz láser que se cruzan en la superficie de una película que contiene una imagen holográfica. Pribram pretende explicar de esta manera el fenómeno de la memoria y su naturaleza no localizable. Así como una determinada porción de película holográfica puede contener toda la información necesaria para crear una imagen completa, cada parte del cerebro contendría toda la información necesaria para reconstruir un recuerdo completo.
Desde esta perspectiva, el cerebro, con los impulsos nerviosos que produce, es sólo un intermediario para obtener información procedente de otros lugares, en particular de un nivel de realidad que está más allá del espacio y del tiempo. La mente en sí no está ubicada en el cerebro sino más allá del mundo espacio-temporal en una realidad más fundamental. La sucesión de acontecimientos que tienen lugar en la materia a escala macroscópica se produce en este nivel fundamental de la realidad mediante un proceso no local y atemporal que permite el intercambio de información cuántica, como ocurre con el fenómeno del entrelazamiento, verificado con partículas, o para el proceso cuántico de emisión y absorción de fotones, pero esta vez generalizado a toda la materia y a todas las escalas.
Para Pribram, nuestro cerebro no es más que un «receptor» que detecta y decodifica un determinado canal de información, entre muchos otros, en un caleidoscopio de frecuencias que constituye a su vez un océano de información comparable a un superholograma.

## Universo psíquico y fenómenos paranormales

### El espíritu universal

Representación cónica de la estructura jerárquica de la mente según Carl Gustav Jung, con:
1. el Yo, cuya extensión es mínima;
2. la consciencia;
3. el inconsciente personal;
4. lo inconsciente colectivo;
5. lo «inconsciente arcaico», parte incognoscible del inconsciente colectivo.

Probablemente el aspecto más controvertido del pensamiento de David Bohm se refiere a su concepción «pampsíquica» de la relación entre mente y materia, en la que el orden implicado no es sólo una realidad hiperdimensional que gobierna el mundo de la materia, sino la sede misma de la conciencia y de todos los fenómenos que están vinculados a ella, la «interioridad» del universo.
«[El] orden explícito y manifiesto de la conciencia no es, en última instancia, distinto del de la materia. En el fondo, son dos aspectos, diferentes en esencia, de un mismo orden global. Esto explica un hecho básico que ya hemos subrayado, a saber, que el orden explícito de la materia es también en esencia el orden sensorial general que imprime la experiencia ordinaria en la conciencia».
Puesto que el orden implicado interactúa directamente con el mundo manifiesto del que somos observadores, la física de Bohm presupone no sólo la existencia de una interioridad del universo comparable a la conciencia, sino también la de una interacción directa y continua entre esta interioridad y el estado manifiesto del universo en el que parecemos vivir. En este sentido, el orden implicado puede compararse con lo «inconsciente colectivo» de Carl Gustav Jung, un espíritu impersonal, del cual una parte esencial  interactúa con el mundo aunque no pueda revelarse a nivel consciente e individual. El propio Bohm considera que su pensamiento se une al de Jung por su común afirmación de la existencia de un espíritu colectivo que trasciende toda individualidad:
«Al extender el concepto de totalidad al hombre, vemos que cada ser humano participa inseparablemente de la sociedad y del planeta en su conjunto. Lo que se puede sugerir además es que dicha participación tiene lugar en un espíritu colectivo más amplio y quizás, en última instancia, en un espíritu de alcance aún más amplio que, en principio, también es capaz de ir indefinidamente más allá de la especie humana en su conjunto. Esto puede correlacionarse con algunas de las nociones propuestas por Jung».
La teoría del orden implicado parece así desarrollar, tanto a nivel científico como metafísico, lo que Jung había anticipado en su actividad como psicólogo analítico. También los fenómenos psíquicos, aunque de manera más compleja que los fenómenos reconocidos de la mecánica cuántica, se articulan desde el mundo implicado.

### Fenómenos paranormales
Para Bohm, los llamados fenómenos «paranormales», incluso si son aparentemente imposibles de conocer según el paradigma de la física convencional, no forman parte del dominio de lo irracional, sino que pueden entenderse como una ciencia en el marco de su teoría del orden implicado. Bohm rechaza la existencia de lo irracional, porque es incompatible con el conocimiento del universo de tipo informativo. La llamada «irracionalidad en la materia» en que creía su eminente colega Wolfgang Pauli, en particular cuando estudió con Jung el fenómeno de la sincronicidad, es explicable, en su opinión, en el marco de un modelo exhaustivo del universo, donde la causalidad se realiza en la acción de un potencial cuántico y en sus efectos no locales.
Por lo tanto, según Bohm, es desde una perspectiva presentada como científica que podemos considerar los «poderes psíquicos» como la sincronicidad, la clarividencia, la visión remota, la telepatía o la psicoquinesis. Para él, se trata de manifestaciones de la conciencia universal cuyo verdadero lugar es el orden implicado, incluso el orden «superimplicado». Más precisamente, Bohm ve en fenómenos como la telepatía y la psicoquinesis no un simple fenómeno de no localidad cuántica, como el que se encuentra en la paradoja EPR, sino una forma más profunda y compleja de no localidad, una especie de «super-no-localidad» teóricamente explicable.

## Diseños derivados o relacionados

### Bernard d'Espagnat y la realidad velada
Después de los experimentos de Alain Aspect en los años ochenta, que él veía como la confirmación de la existencia de una realidad «velada» no local, el físico francés Bernard d'Espagnat publicó una serie de obras de carácter filosófico donde expone una concepción del mundo muy cercana a las posiciones de David Bohm (a quien presentó en su libro inaugural de 1965). De hecho, él mismo también reconoce esta relación:
«Para hablar de esta realidad fundamental, Bohm dice que satisface un orden implicado. Yo me refiero a ella como realidad velada».
Frente a la interpretación de Copenhague, que optó por limitar el ámbito de la física cuántica a la observación y descripción de fenómenos mensurables, d'Espagnat postuló la existencia de una realidad independiente de nuestras observaciones y de nuestros instrumentos de medida, pero que no es separable, como demuestra en su opinión la prueba de la existencia del entrelazamiento remoto. Se produciría así un misterioso «continuum» que sólo puede entenderse de forma negativa como «no local», «no separable», «no causal» e «inobservable». Esta realidad escapa en principio a nuestra percepción y a nuestros mejores instrumentos de medición, que sólo pueden dar acceso a fenómenos espacio-temporales, que en sí mismos no son más que apariencias intersubjetivas. Para d'Espagnat, como para Bohm, la verdadera realidad del mundo sólo es revelada indirectamente por nuestro conocimiento científico, cuya naturaleza fragmentaria no puede revelar su unidad indivisible.

### Rupert Sheldrake y la causalidad formativa
En 1981, el biólogo y ecologista inglés Rupert Sheldrake desarrolló en un trabajo titulado A New Science of Life: The Formative Causality Hypothesis, una concepción de la naturaleza similar a la de Bohm en materia de orden implicado, donde el concepto central ya no es el de potencial cuántico sino el de «resonancia mórfica», o de «campo mórfico». Sheldrake desafía la comprensión puramente mecanicista de los fenómenos biológicos e introduce la idea de una «causalidad formativa» que rige la morfogénesis de los organismos mediante la organización de campos de influencia libres del espacio y del tiempo. Esta teoría afirma estar basada en resultados experimentales, pero sigue siendo muy cuestionada por la mayor parte de la comunidad científica, tanto en su metodología como en sus conclusiones. Sin embargo, recibe un apoyo entusiasta tanto del público en general como de sectores marginales de la comunidad científica.
Sheldrake estaba muy interesado en la teoría del orden implícito desarrollada por Bohm. A menudo discutía el tema con él y consideraba que el orden implicado no era otra cosa que una reformulación del «mundo de las ideas» de Platón.

### Ervin László y la dimensión akáshica
En un libro publicado en 2004 titulado Science and the Akashic Field: An Integral Theory of Everything (‘La ciencia y el campo akáshico: una teoría integral del Todo’), el filósofo húngaro Ervin László tomó la idea del campo de información de David Bohm. Usando el término sánscrito y védico «Akasha» (‘espacio’), nombra este campo de información «campo akáshico» o «campo A». Su teoría se inspira en particular en las ideas de Karl Pribram y de Rupert Sheldrake, y reformula la idea de Bohm según la cual existe otro orden de realidad, más fundamental, que el mundo espacio-temporal que conocemos.
Para László, el espacio-tiempo o mundo material parece haber sido objeto exclusivo de las ciencias naturales modernas, mientras que, por el contrario, místicos, chamanes, psiconautas y filósofos de la introspección han centrado su atención en lo que organiza invisiblemente el mundo que percibimos. Corresponde entonces a la ciencia del futuro comprender la interacción entre estas dos dimensiones de la existencia a través de una «teoría del todo» que integre en el mismo modelo la dimensión «A» (o «akáshica») de la realidad, y su dimensión «M» (o «material»). Esta teoría debe basarse en la noción de campo de información para explicar por qué la evolución cósmica y biológica es un proceso informado que conduce a la conciencia. Podría surgir de una mejor comprensión del vacío cuántico.

### Martin Rees y los universos múltiples
Fue a partir del marco teórico desarrollado por David Bohm y Karl Pribram que el astrofísico británico Martin Rees desarrolló su propio modelo holográfico de la realidad, en relación con la teoría de los universos múltiples. Pero mientras que el modelo de Bohm prevé la existencia de varios niveles de realidad y, por tanto, la de una realidad única y multidimensional, el modelo de Rees prevé la existencia de diferentes universos que juntos constituirían una megaestructura cósmica llamada «multiverso».

### Obras
- David Bohm, « L'ordre involué-évolué de l'univers et la conscience », dans M. Cazenave & Y. Jaigu (dir.), Science et conscience – Les deux lectures de l'Univers (colloque international de Cordoue, 1-5 octobre 1979), Paris, Editions Stock et France-Culture, 1980, p. 99-126.
- Bohm, David (2005). La Plénitude de l'univers (Tchalaï Unger, trad.). Paris: Éditions du Rocher.
- Michael Esfeld, Physique et métaphysique – Une introduction à la philosophie de la nature, Lausanne, Presses polytechniques et universitaires romandes, 2012, chap. XI-3: «La théorie de Bohm», p. 121-126.
- Ervin  László, Aux racines de l'univers – Vers l'unification de la connaissance scientifique, Paris, Fayard, 1992.
- Michael Talbot, The Holographic Universe, New York, Harper Collins, 1992.
- Teodorani, Massimo (2011). David Bohm – La physique de l'infini. Cesena (Italie): Macroeditions..
- Teodorani, Massimo (2016). Entanglement – L’intrication quantique des particules à la conscience. Cesena (Italie): Macroeditions..
- Ken Wilber, Le paradigme holographique, Montréal, Les Éditions du Jour, 1992.

### Artículos
- Sheldon Goldstein, «Bohmian mechanics», Stanford Encyclopedia of philosophy. Artículo en línea.
- Basil Hiley &  Paavo Pylkkänen, «Can Mind Affect Matter Via Information», Mind and Matter, vol. 3 (2), p. 7-27, 2005. Artículo en línea.
- Pierre Kerszberg, «David Bohm», dans J.-F. Mattéi (dir.), Encyclopédie philosophique universelle – Les œuvres  philosophiques, tome 2 : Philosophie occidentale: 1889-1990, Paris, PUF, 1992, p. 3052-3053.
- David Pratt, «David Bohm and the Implicate Order», Sunrise Magazine, February/March 1993. Artículo en línea.
- Jeff Prideaux, «Comparison between Karl Pribram's "Holographic Brain Theory" and more conventional models of neuronal computations», May 2003. Artículo en línea.
- Paavo Pylkkänen, «Can Quantum Analogies Help Us to Understand the Process of Thought?», Mind and Matter, vol. 12, n° 1, p. 61-91, 2014. Artículo en línea; «The quantum epoché», Progress in Biophysics and Molecular Biology, 2015, vol. 119, n° 3, p. 332-340. Artículo en línea.

- Datos: Q1218648